# Savda
Savda é uma cidade  no distrito de Jalgaon, no estado indiano de Maharashtra.

## Geografia
Savda está localizada a 21° 09′ N, 75° 53′ L. Tem uma altitude média de 231 metros (757 pés).

## Demografia
Segundo o censo de 2001, Savda tinha uma população de 19,331 habitantes. Os indivíduos do sexo masculino constituem 52% da população e os do sexo feminino 48%. Savda tem uma taxa de literacia de 72%, superior à média nacional de 59.5%: a literacia no sexo masculino é de 78% e no sexo feminino é de 65%. Em Savda, 13% da população está abaixo dos 6 anos de idade.